# Velká lávra
Velká lávra nebo Megisti Lavra (řecky: Μεγίστης Λαύρας) je pravoslavný klášter (monastýr) v Řecku, nejstarší z dvaceti klášterů na hoře Athos. V hierarchii athoských klášterů je na prvním místě. Nachází se na jihovýchodním úpatí hory v nadmořské výšce 160 metrů. Založení kláštera v roce 963 Athanasiem Athonitem znamenalo začátek organizovaného mnišského života na Athosu. Byl postaven na místě, kde se nacházelo jedno ze starověkých měst, snad Akrothooi. Sarkofágy z něj se dodnes nacházejí ve skladišti kláštera. Historie kláštera je ve srovnání s ostatními athoskými kláštery nejúplnější, protože jeho historické archivy se dochovaly téměř nedotčené.

## Historie
Zakladatel Velké lávry, Athanasius, zahájil stavbu v roce 963, z vůle svého přítele a byzantského císaře Nikeforose II., který projekt též plně financoval. Trvalou císařskou dotaci další císař Jan I. Tzimiskes zdvojnásobil. Císaři dali Velké lávře také mnoho dalších pozemků, včetně ostrova Agios Efstratios. Podřídili mu i klášter svatého Ondřeje v Soluni. To vedlo k růstu počtu mnichů, z 80 na 120. V 11. století zde žilo již 700 mnichů a i menší kláštery na Athosu byly Velké lávře podřízeny. Ve 14. století klášter trpěl, stejně jako všechny ostatní na poloostrově, útoky Španělů a pirátů. Výsledkem krize bylo vytvoření zvláštního způsobu mnišství, tzv. idiorrytmického, a to navzdory námitkám pravoslavné církve a císařů. V roce 1574 alexandrijský patriarcha Sylvester přiměl mnichy kláštera k cenobitskému mnišství, ale brzy bylo opět zavedeno mnišství idiorrytmické. V roce 1655 daroval patriarcha Dionysios III., který se také stal mnichem, své osobní jmění, pod podmínkou návratu k cenobitskému životu, ale i tento pokus selhal a zvláštní druh mnišství se uchoval až do 20. století. Až od roku 1980 je klášter opět cenobitský. V roce 1991 v klášteře žilo 317 mnichů, což bylo nejvíce ze všech athoských klášterů.

## Architektura
Hlavní kostel (Katholikon) založil Athanasius, který přišel o život spolu s dalšími 6 dělníky, když při stavbě spadla jedna z kupolí. Architektonický styl byl poté kopírován ostatními kláštery na Athosu. V roce 1535 vytvořil malíř Theophanis fresky. Narthex byl ale vymalován až v roce 1854. Severně od narthexu se nachází kaple Čtyřiceti mučedníků ze Sebaste, ve které je Athanasiův hrob. Jižně se nachází kaple svatého Mikuláše, kterou vymaloval Frangos Katelanos (řecky Φράγκος Κατελάνος) v roce 1560. Refektář naproti centrálnímu vchodu má tvar kříže a je největší na hoře Athos. Jeho interiér je plný fresek, které namaloval Theophanis nebo jeho žáci. Za hlavním kostelem se nachází klášterní knihovna. Obsahuje 2116 řeckých rukopisů a 165 kodexů. Mezi nimi unciální rukopisy Nového zákona: Codex Coislinianus, Codex Athous Lavrensis ad. Nachází se zde také dalších 20 000 knih. Sbírka je jednou z nejbohatších sbírek řeckých rukopisů na světě. Je zde také 2500 ikon.